# Omid Popalzay
Omid Popalzay, né le 25 janvier 1996 à Kaboul, est un footballeur international afghan. Il joue au poste de milieu offensif au PSIM Jogjakarta.

## Biographie

### En club
Après avoir été formé au SV Estria puis au NEC Nimègue, Omid Popalzay rejoint le club d'Achilles '29 à l'été 2015 en Eerste Divisie. Il fait sa première apparition le 11 septembre face au Sparta Rotterdam. Il marque son premier but le 15 février 2016 lors d'une victoire 2-1 face au FC Den Bosch. Il refuse plusieurs offres de clubs indiens lors de l'hiver 2016 en préférant rester aux Pays-Bas, à l'issue de la saison le club est relégué en Tweede Divisie.
Il quitte le club en février 2018 pour finir la saison au FC Lienden qui évolue dans la même division. Il y joue son premier match le 17 février face VV IJsselmeervogels (défaite 3-0).
En juillet 2018, il se retrouve sans club jusqu'en janvier 2019 lorsqu'il s'engage avec le Adélaïde Comets FC. Il joue son premier match le 23 février contre le West Adelaide SC. Il y marque son unique but le 3 mars lors d'une défaite 4-1 face au MetroStars. L'équipe atteint la finale du championnat.
En mai 2019, il rejoint le KVC Winkel Sport en Division 1 Amateur. Il joue son premier match le 26 octobre lors d'une défaite 2-0 face au Lierse Kempenzonen.
En août 2020, il s'engage avec l'Olimpia Grudziądz en II Liga. Il fait ses débuts le 22 août en Coupe de Pologne face à la réserve du Lech Poznań (victoire 2-0). Il inscrit son premier but un mois plus tard lors du match nul 2-2 contre le KS Hutnik Cracovie.
Le 31 mars 2023, il rejoint l'Ariana FC (sv) en troisième division suédoise.

### En sélection
Il honore sa première sélection le 8 octobre 2015 lors d'un match contre Singapour.
Le 28 décembre 2015, il inscrit un doublé contre les Maldives lors du championnat d'Asie du Sud (victoire 4-1).

#### Buts en sélection
| N° | Date             | Lieu                                                       | Adversaire | Score | Résultat | Compétition                                                         |
| -- | ---------------- | ---------------------------------------------------------- | ---------- | ----- | -------- | ------------------------------------------------------------------- |
| 1. | 28 décembre 2015 | Trivandrum International Stadium, Thiruvananthapuram, Inde | Maldives   | 2–1   | 4-1      | Championnat d'Asie du Sud de football 2015                          |
| 2. | 28 décembre 2015 | Trivandrum International Stadium, Thiruvananthapuram, Inde | Maldives   | 4–1   | 4-1      | Championnat d'Asie du Sud de football 2015                          |
| 3. | 6 juin 2017      | Theyab Awana Stadium, Dubaï, Émirats arabes unis           | Maldives   | 2–1   | 2–1      | Amical                                                              |
| 4. | 11 juin 2021     | Stade Jassim-bin-Hamad, Doha, Qatar                        | Oman       | 1–1   | 1–2      | Éliminatoires de la zone Asie de la Coupe du monde de football 2022 |
| 5. | 16 novembre 2021 | Gloria Sports Arena, Belek, Turquie                        | Indonésie  | 1–0   | 1-0      | Amical                                                              |

## Statistiques
| Saison                | Club                  | Championnat           | Championnat | Championnat | Coupe(s) nationale(s) | Coupe(s) nationale(s) | Afghanistan | Afghanistan | Total | Total |
| Saison                | Club                  | Division              | M.          | B.          | M.                    | B.                    | M.          | B.          | M.    | B.    |
| 2015-2016             | Achilles '29          | Eerste Divisie        | 19          | 4           | 0                     | 0                     | 8           | 2           | 27    | 6     |
| 2016-2017             | Achilles '29          | Eerste Divisie        | 12          | 1           | 1                     | 0                     | 2           | 0           | 15    | 1     |
| Total sur la carrière | Total sur la carrière | Total sur la carrière | 31          | 5           | 1                     | 0                     | 10          | 2           | 42    | 7     |

## Palmarès

### En club
Adelaïde Comets
- Vice-champion de NPL South Australia

### En sélection
- Finaliste du Championnat d'Asie du Sud en 2015